# 大分県立別府翔青高等学校
大分県立別府翔青高等学校（おおいたけんりつ べっぷしょうせいこうとうがっこう）は、大分県別府市野口原に所在する公立の高等学校。
大分県立別府青山高等学校、大分県立別府羽室台高等学校、別府市立別府商業高等学校の3校を統合して、2015年4月に開校した高校。統合後の校舎は別府青山高校及び、隣接した別府商業高校の敷地に設けられた。

## 概観

### 設置学科
- 普通科
- 商業科
- グローバルコミュニケーション科

## 沿革

### 略歴
2008年1月9日に大分県教育委員会が公表した高校改革推進計画の「後期再編整備計画」検討素案では別府青山高校と別府羽室台高校の2校を統合する案が示された。しかし、別府商業高校の単独での存続を危ぶんだ別府市が、同校を県立に移管した上で、これら2校と統合する意向を示したため、同年8月27日に県教委が決定した最終案では3校で統合を行うこととされた。

### 校名
「別府翔青」「別府総合」「別府希望ケ丘」の3案から選定された。「翔青」の「翔」には「羽室台」の「羽」が含まれるとともに、読みは「別府商業」の「商」と同じであり、「青」は「青山」のうちの1字で、統合される3校にゆかりのある名称である。

### 年表
- 2008年（平成20年）
  - 1月9日 - 大分県教育委員会が「後期再編整備計画」の検討素案を公表。別府青山高校と別府羽室台高校を統合する案が示された。
  - 8月27日 - 大分県教委員会が「後期再編整備計画」を公表。別府商業高校を加えた3校での統合が決定された[2]。
- 2014年（平成26年）
  - 4月28日〜5月31日 - 校名公募[6]。
  - 7月29日 - 大分県教育庁が校名候補を「大分県立別府翔青高等学校」としたことを発表[7]。
  - 10月1日 - 別府翔青高校設置。
- 2015年（平成27年）
  - 4月1日 - 別府翔青高校開校。
  - 4月9日 - 開校式挙行[8]。
  - 7月　ヨット部インターハイ出場
  - 7月　水泳部九州大会出場
  - 7月　吹奏楽部大分県吹奏楽コンクール金賞九州大会出場

## 象徴

### 校章
- デザイン - 奥野和夫(グラフィックデザイナー)
- 別府市の頭文字の「B」を図案化して翼とし、3枚の翼で統合する3校の融和を表している。全体は青色を基調とし、中心の「高」の字には別府市の市花ツツジ科オオムラサキのピンク色を用いている[9]。

### 校歌
- 作詞・作曲 - 青島広志(作曲家/ピアニスト)

### 乙女の像
1989年2月2日、津名港（淡路島）の防波堤に共同汽船の高速船が激突し、2名が死亡する事故が発生。犠牲者のひとりは、兵庫県にある専門学校の受験を終えて乗船していた別府青山高校の女子生徒であった。この銅像は、教員らの事故への対応に感謝した両親による学校への寄付をもとに、事故で亡くなった少女をモデルとして、1991年11月に建立された。その後、学校統合や年月の経過により、銅像は汚れて、謂われも不確かになりつつあった。2019年、当校に赴任した美術教員が汚れに気付いて銅像の清掃を提案し、教頭の調査により経緯が明らかになった。2020年、教員と生徒による清掃が終了し、亡くなった女子生徒の両親を招いて追悼式典が催された。